# Zderaz (Kolešovice)
Zderaz je vesnice, část obce Kolešovice v okrese Rakovník ve Středočeském kraji. V roce 2011 zde trvale žilo 62 obyvatel.

## Historie
První písemná zmínka o vesnici pochází z roku 1464.

## Obyvatelstvo
Při sčítání lidu v roce 1921 zde žilo 261 obyvatel (z toho 128 mužů), z nichž bylo 28 Čechoslováků, 230 Němců a tři cizinci. Kromě čtyř evangelíků a tří židů se hlásili k římskokatolické církvi. Podle sčítání lidu z roku 1930 měla vesnice 248 obyvatel: jedenáct Čechoslováků, 236 Němců a jednoho cizince. Až na dva evangelíky a tři židy byli ostatní římskými katolíky.
| Rok            | 1869 | 1880 | 1890 | 1900 | 1910 | 1921 | 1930 | 1950 | 1961 | 1970 | 1980 | 1991 | 2001 | 2011 | 2021 |
| -------------- | ---- | ---- | ---- | ---- | ---- | ---- | ---- | ---- | ---- | ---- | ---- | ---- | ---- | ---- | ---- |
| Počet obyvatel | 242  | 255  | 266  | 302  | 267  | 261  | 248  | 155  | 132  | 115  | 80   | 62   | 55   | 62   | 50   |
| Počet domů     | 31   | 37   | 43   | 45   | 47   | 49   | 52   | 53   | 53   | 34   | 28   | 33   | 32   | 32   | 31   |

## Obecní správa
Při sčítání lidu v letech 1850–1960 Zderaz byl samostatnou obcí, se kterým patřil nejprve do okresu Podbořany, ale od roku 1960 v okrese Rakovník. Od 12. června 1960 je částí obce Kolešovice v okrese Rakovník.

## Pamětihodnosti
- Kaple svatého Jana Nepomuckého
- Výklenková kaplička
- Synagoga
- Židovský hřbitov